# جنيفر أيل
جنيفر آن أيل (بالإنجليزية: Jennifer Ehle)‏ (ولدت في 29 ديسمبر 1969) ممثلة أمريكية فازت بجائزة بافتا التلفزيونية لأفضل ممثلة عن دورها إليزابيث بينيت في مسلسل بي بي سي التلفزيوني كبرياء وتحامل (1995).

## روابط خارجية
- جنيفر أيل على موقع IMDb (الإنجليزية)
- جنيفر أيل على موقع روتن توميتوز (الإنجليزية)
- جنيفر أيل على موقع ألو سيني (الفرنسية)
- جنيفر أيل على موقع أول موفي (الإنجليزية)
- جنيفر أيل على موقع قاعدة بيانات برودواي على الإنترنت (الإنجليزية)
- جنيفر أيل على موقع قاعدة بيانات الأفلام السويدية (السويدية)
- جنيفر أيل على موقع إن إن دي بي (الإنجليزية)
- جنيفر أيل على موقع قاعدة بيانات الفيلم (الإنجليزية)
- جنيفر أيل على موقع كينوبويسك (الروسية)